# Rikard Eronn
Rikard Olof Emanuel Eronn (i riksdagen kallad Eronn i Leksand), född 21 december 1879 i Mockfjärd, död 28 december 1957 i Leksand, var en svensk sågverksinspektor, bankkamrer och politiker (socialdemokrat).
Eronn var ledamot av Sveriges riksdags andra kammare för socialdemokraterna 1915–1918 (även urtima riksdagen 1918), invald i Kopparbergs läns norra valkrets. Han var landstingsman för Kopparbergs län 1910–1946.